# Houssem Aouar
Houssem Aouar (arabisch حُسام عوار; * 30. Juni 1998 in Lyon) ist ein französisch-algerischer Fußballspieler. Der zentrale Mittelfeldspieler steht bei Ittihad FC unter Vertrag. Er war französischer Juniorennationalspieler und absolvierte 2020 ein Spiel für die französische A-Nationalmannschaft. Seit 2023 ist Aouar algerischer Nationalspieler.

## Karriere

### Vereine
Aouar begann seine Karriere beim AC Villeurbanne in Villeurbanne, einer Nachbarstadt von Lyon. Im Juni 2009 kehrte er in seine Geburtsstadt zurück und schloss sich der Jugend von Olympique Lyon an; 2014 gewann er mit der B-Jugendmannschaft die Meisterschaft.
Am 16. Februar 2017 debütierte er in der Zwischenrunde der Europa League beim 4:1-Hinspielsieg beim AZ Alkmaar per Einwechslung. Auch im Rückspiel sieben Tage später wurde Aouar eingewechselt, hierbei erzielte er beim 7:1-Sieg seiner Mannschaft den sechsten Treffer, welcher zudem sein erstes Pflichtspieltor war. Zur Spielzeit 2017/18 avancierte er zum Stammspieler in Lyons Mittelfeld und absolvierte bis zum Sommer 2023 179 Spiele in der Ligue 1 für Lyon. Aouars Vertrag in Lyon endete mit Ablauf des 30. Juni 2023. Im Anschluss nahm die AS Rom den Spieler unter Vertrag. In Rom konnte er sich (auch aufgrund von Verletzungen) keinen Stammplatz erobern und stand nur 16 Ligaspiele für die AS Rom auf dem Platz. Zu Beginn der Saison 2024/25 wechselte Aouar in die saudische Liga zum Ittihad FC. Sein Vertrag läuft bis zum 30. Juni 2028. Die AS Rom, die für den Mittelfeldspieler selbst bei dessen Wechsel nach Rom keine Ablöse zahlen musste, soll für den Wechsel 12 Millionen Euro plus Boni erhalten haben.

### Nationalmannschaft
Aouar spielte 2014 erstmals für eine Auswahlmannschaft des französischen Verbandes und kam für die U17 zu einem Einsatz. Er debütierte am 9. November 2017 für die U21-Nationalmannschaft gegen die U21 Bulgariens. Insgesamt absolvierte er 17 Spiele für die Auswahl, in denen er 4 Tore erzielte.
Am 7. Oktober 2020 debütierte Aouar bei einem Testspiel gegen die Ukraine in der A-Nationalmannschaft Frankreichs. Bei den anschließenden Pflichtspielen in der Nations League gegen Portugal und Kroatien kam er nicht zum Einsatz; auch anschließend wurde er nicht mehr berücksichtigt. Im März 2023 folgte ein Wechsel zum algerischen Verband. In der Nationalmannschaft Algeriens debütierte Aouar am 18. Juni 2023 bei einem Afrika-Cup-Qualifikationsspiel gegen Uganda, das Algerien mit 2:1 gewann. Insgesamt hat er bisher (Stand: Februar 2025) 13 Länderspiele für Algerien gespielt und dabei fünf Tore geschossen.

## Auszeichnungen
- Nominierung für die Kopa-Trophäe: 2018 (8. Platz)